# Klövedals distrikt
Klövedals distrikt är ett distrikt i Tjörns kommun och Västra Götalands län. 
Distriktet ligger på nordvästra delen av Tjörn. 

## Tidigare administrativ tillhörighet
Distriktet inrättades 2016 och utgörs av socknen Klövedal i Tjörns kommun.
Området motsvarar den omfattning Klövedals församling hade vid årsskiftet 1999/2000.